# Pasi Määttänen
Pasi Määttänen, född 11 juni 1972 i Tammerfors, är en finländsk före detta professionell ishockeyspelare (forward).
2004 vann han SM-guld med HV71.